# Matt Serra
Matthew John Serra (East Meadow, 2 de junho de 1974) é um ex-lutador norte-americano de artes marciais mistas (MMA) e faixa preta de Jiu-jitsu brasileiro. Ele é ex-campeão peso meio-médio do UFC e foi medalha de prata no ADCC Submission Wrestling World Championship. Serra começou a praticar artes marciais em uma idade precoce. Na década de 1990, começou a praticar Jiu-Jitsu com Renzo Gracie e em 23 de maio de 2000 foi premiado com sua faixa preta, o primeiro americano a fazê-lo sob o estilo de Jiu-jitsu da familia Gracie. Mesmo focado na defesa pessoal ainda conseguiu resultados importantes no Grappling: Ouro no Panamericano (faixa roxa) em 1999 e Bronze no Mundial de Jiu-Jitsu no ano 2000 (faixa marrom), ambos na categoria até 82kg. 
Matt Serra é famoso por ser um dos únicos 2 lutadores que derrotaram Georges St-Pierre em toda sua carreira. A vitória de Matt é considerada a maior zebra de toda a história do UFC.